# Italo-portoricani
Gli italo-portoricani (in lingua spagnola italo-puertorriquenos) sono gli abitanti di Porto Rico che discendono da italiani emigrativi fin dai tempi della colonia spagnola.

## Vicende storiche
Sono molto pochi gli italiani che si sono trasferiti a vivere a Porto Rico nei primi secoli dopo l'arrivo di Cristoforo Colombo nel 1492. Praticamente solo poche decine di religiosi (con alcuni avventurieri e commercianti) hanno costituito il nucleo di questa esigua emigrazione italiana fino ai primi dell'Ottocento.
Dal 1815, grazie al Regio decreto delle Grazie spagnolo, cominciarono ad arrivare alcune centinaia di italiani a Puerto Rico. Una delle località dove si stabilirono era Santa Isabel.
Infatti, la corona spagnola ha emesso questo regio decreto il 10 agosto 1815 con l'intento di attirare coloni europei a Puerto Rico e Cuba. Il governo spagnolo, credendo che i pro-indipendentisti portoricani e cubani avrebbero perso popolarità, diede terre in concessione ai coloni italiani, tedeschi, francesi ed irlandesi in cambio di giurare fedeltà al governo spagnolo ed obbedienza alla chiesa cattolica. Dopo un periodo di cinque anni tutti ricevettero la cosiddetta "Lettera di naturalizzazione", che li ha resi cittadini della Spagna e del suo impero coloniale.
Di conseguenza, secondo l'accademico Pedro Hernandez -tra il 1815 e il 1820 emigrarono 110 italiani e tra il 1820 e il 1830 altri 129, i quali si stabilirono soprattutto a Ponce e dintorni. Da queste prime famiglie italiane discende Salvador Vassallo, creatore delle famose Industrias Vassallo di Ponce (di fama internazionale e specializzate in prodotti plastici industriali).
Alla fine del ventesimo secolo vi erano quasi 10.000 discendenti di italiani nell'isola, concentrati a Ponce ed a San Juan (esclusi quelli di origine corsa). Inoltre c'è anche un Consolato Onorario d'Italia a San Juan.
Secondo il governo italiano nel 2010 si hanno 344 cittadini italiani residenti nello Stato Libero Associato di Puerto Rico.

## I Corsi
Va notato che l'isola italiana della Corsica (passata alla Francia solo nel 1769) è stata una notevole fonte di emigrazione verso il Porto Rico. Infatti la Corsica, dove parlano un dialetto italiano molto simile a quello della Toscana (ossia all'italiano), ha apportato dall'Ottocento molte migliaia di emigranti che con le loro famiglie ora sono completamente integrati nella società portoricana.
Inizialmente molte centinaia di Corsi arrivarono a Puerto Rico intorno al 1830 e si stabilirono nella zona montagnosa del sud-ovest dell'isola, in particolare a Lares, Utuado, Ponce, Coamo, Yauco, Guayanilla e Guánica. Tra queste località fu Yauco quella dove si concentrarono maggiormente i Corsi, con le sue ricche fattorie agricole. I tre prodotti principali coltivati a Yauco erano il caffè, lo zucchero ed il tabacco, ma fu con la coltivazione del caffè che questi Corsi hanno fatto le loro ingenti fortune economiche. Già nel 1870 erano i leader dell'industria portoricana del caffè, controllando 7 delle 10 piantagioni dell'isola ed esportando in Europa e Stati Uniti (dove era chiamato "il caffè dei Papi e dei Re").
Attualmente si stima che circa mezzo milione di portoricani sono discendenti dai Corsi, anche se tutti hanno dimenticato il dialetto corso dei loro antenati (giunti in maggioranza prima della Grande Guerra).
Ossia -secondo lo studioso Luigi Favero- gli italo-portoricani (includendo i Corsi in quanto di etnia italiana) sono circa il 14% dei 3.706.690 abitanti del Porto Rico nel 2011.